# Serge Falck
Pour les articles homonymes, voir Falck (homonymie).
Serge Falck, né le 19 avril 1961 à Schoten, en Belgique, est un acteur et scénariste belgo-autrichien. Il parle couramment français, allemand, anglais, espagnol et néerlandais. Il a joué dans Medicopter le rôle du Sanitaire Peter Berger.

## Biographie
Serge Falck est le fils de l'homme politique belge Ludo Dierickx. Il a grandi à Anvers. Il est principalement connu pour son rôle de Peter Berger dans la série télévisée Medicopter de 1997 à 2006.

## Filmographie

### Téléfilms
- 2010 : Le secret du Loch-Ness 2
- 2008 : Le secret du Loch-Ness

### Séries télévisées
- 1996 : Les Steenfort, maîtres de l'orge-épisode 3 : Helmut Stroem
- 1997-2006 : Medicopter -chaque vie compte : Peter Berger